# King William's College
 (novembre 2013).
Si vous disposez d'ouvrages ou d'articles de référence ou si vous connaissez des sites web de qualité traitant du thème abordé ici, merci de compléter l'article en donnant les références utiles à sa vérifiabilité et en les liant à la section « Notes et références ».
King William's College, fondé en 1833, est un établissement scolaire autonome de l'Île de Man accueillant des élèves de 3 à 18 ans. Il possède deux sites près de Castletown, dont l'un à proximité de l'aéroport du Ronaldsway.

## Histoire
Le King William's College a été fondé en 1833 essentiellement grâce au financement apporté par le Bishop Barrow Trust (en), lui-même fondé en 1668 par le Dr. Isaac Barrow. Il ne comptait à l'époque de sa fondation que 46 étudiants. L'écu au centre des armoiries du collège est celui de l'évêque Isaac Barrow. Le collège tire son nom de celui du roi Guillaume IV, à qui, dit-on, une contribution à la fondation du collège avait été demandée, et qui aurait répondu aux fondateurs qu'il leur offrait « la plus précieuse de mes possessions, mon nom ». 
Le collège figure, à peine déguisé, dans le livre pour enfants de l'époque victorienne, Eric, or, Little by Little (en) (« Éric, ou Petit à petit », 1858), écrit par Dean Farrar (en) lui-même ancien élève de l'école. 

## Anciens élèves
Les anciens élèves, membres du personnel du King William's college sont autorisés à placer les lettres OKW après leur nom.
- Sir William Henry Bragg, Ordre du Mérite, Ordre de l'Empire britannique, Royal Society (Président de la Royal Society 1935–40), Lauréat du prix Nobel en 1915
- T.E. Brown, poète et écrivain
- David Cannan, Membre de la House of Keys, ancien porte parole de la House of Keys.
- Lieutenant-colonel Jack Churchill, Ordre du Service distingué Croix militaire, commando notable pendant la Seconde Guerre mondiale